# Antti Tyrväinen
Antti Tyrväinen (n. 11 mai 1933, Ylöjärvi, Häme Province⁠(d), Finlanda – d. 13 octombrie 2013, Tampere, Finlanda) a fost un biatlonist ce a reprezentat Finlanda, medaliat olimpic. A participat la două ediții ale Jocurilor Olimpice (1960, 1964) în care a câștigat o medalie de argint.

## Participări
Lista de mai jos prezintă principalele competiții la care a participat Antti Tyrväinen de-a lungul carierei.
- biathlon at the 1960 Winter Olympics – men's 20 kilometre[*]